# 侯义斌
侯义斌（1952年—），陕西武功人，汉族，中华人民共和国政治人物、第十二届全国人民代表大会四川地区代表。
毕业于荷兰爱因霍芬科技大学计算机专业。加入九三学社。担任九三学社中央委员、北京市副主委，北京工业大学副校长兼软件学院院长。2008年，担任十一届全国人大常委会委员、全国人大财政经济委员会委员。